# 信徳センター

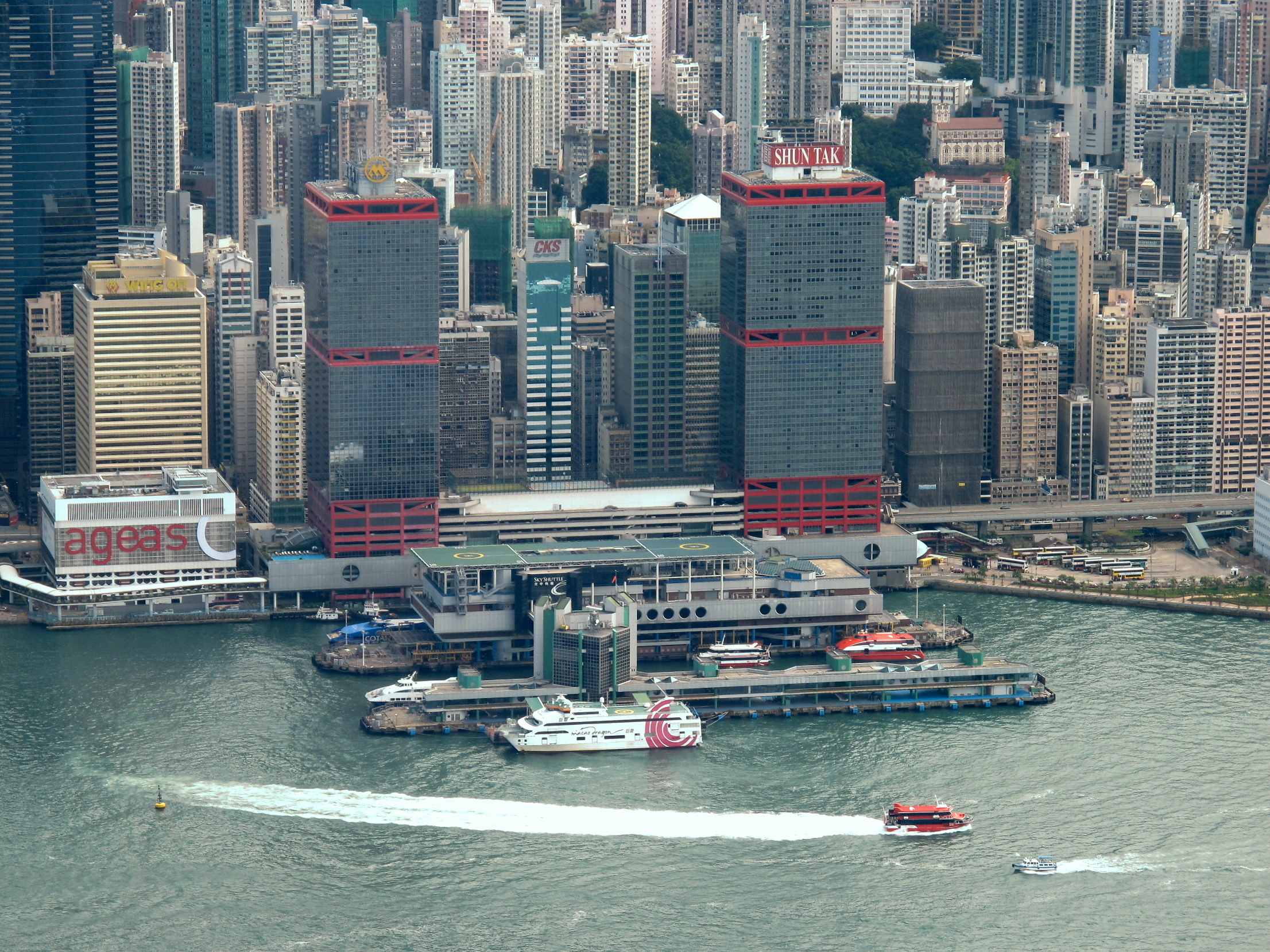
信徳センター遠景

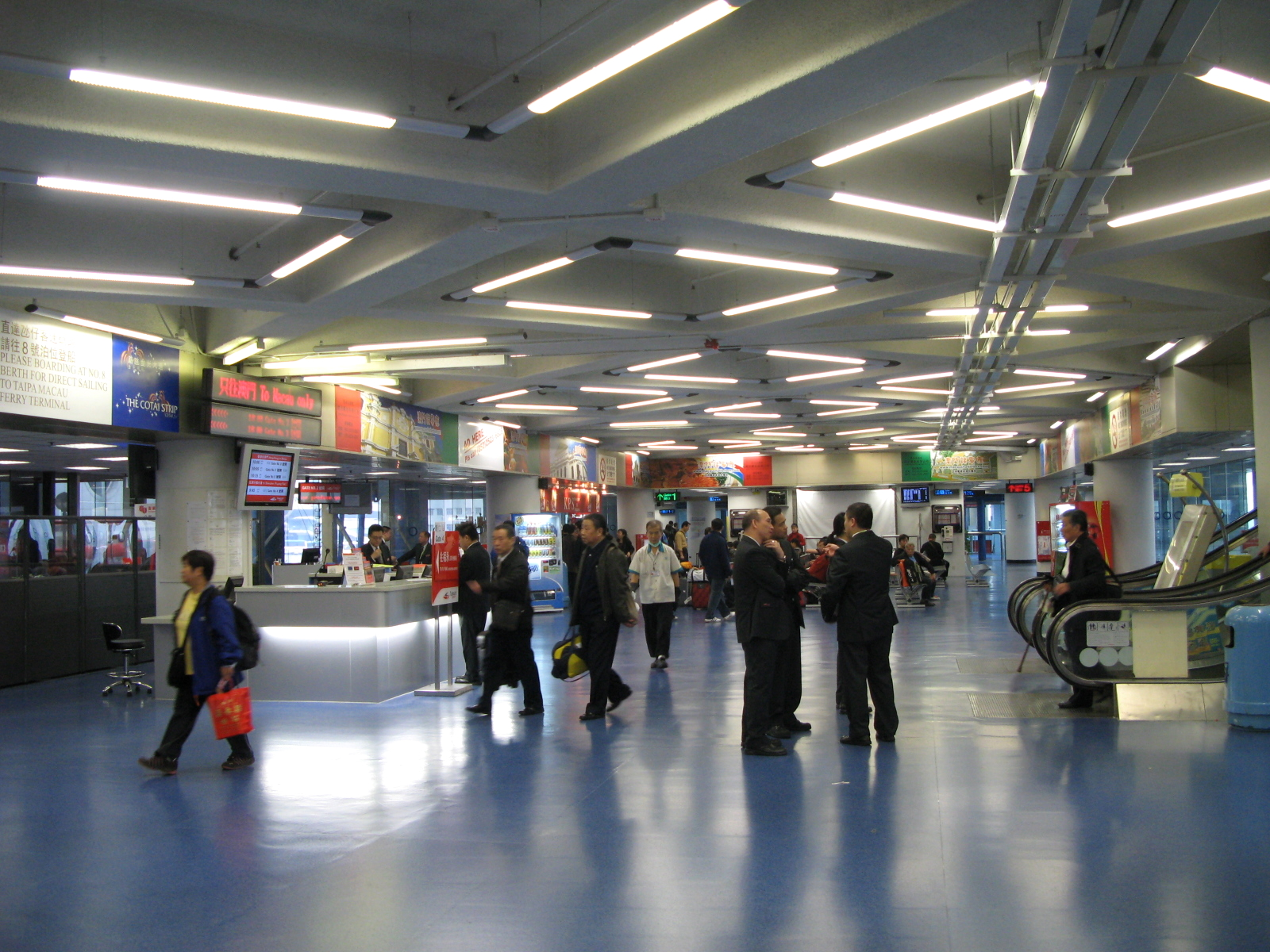
コンコース

信徳センター (中国語名:信德中心, 広東語音: seon3 dak1 zung? sam1, ピンイン: Xìn Dé Zhōngxīn　英名:Shun Tak Centre)は、香港の香港島上環にある商業港湾施設。

## 概要
4層のショッピングセンター及び駐車場ビル、38階のオフィスタワー2棟並びにマカオ・フェリー・ターミナルから構成される。信徳センターは、マカオのカジノ王と称されたスタンレー・ホーが創始した信徳集団の拠点である。
また、信徳センター内チャイナ・マーチャント・タワー (招商局大廈)には、 中華人民共和国政府系企業招商局集団（CMG）が、拠点を構える。

## 歴史
信徳センターは、旧マカオフェリー埠頭と上環ナイトマーケット跡地に建設された。1984年完成の第一期工事はセンターの東部とチャイナ・マーチャント・タワーとして知られる第一タワーによりなる。当初、第一タワーにはビクトリアホテルが入っていたが、成功せず全てオフィスユースへと転換された。現在、ウェスタンタワーと呼ばれる第二タワーは、少し非対称な印象を与えるため、わずかに違う方向に建設された。

## 交通

### 陸上交通
- 鉄道
  - MTR港島線上環駅
  - 香港トラム
  - 香港駅（MTR東涌線・機場快線）
    - 隣接してはいないが徒歩移動圏内、ペディストリアンデッキで接続されている。
- バス・ターミナル

### 海上交通
- マカオ・フェリー・ターミナル
  - TurboJETの拠点としてマカオ、深圳空港等へのフェリーが出ている。